# Montería
Montería è un comune della Colombia, capoluogo del dipartimento di Córdoba.
Il centro abitato venne fondato da Antonio de la Torre y Miranda nel 1777, mentre l'istituzione del comune è del 1923.